# پیری رئیس

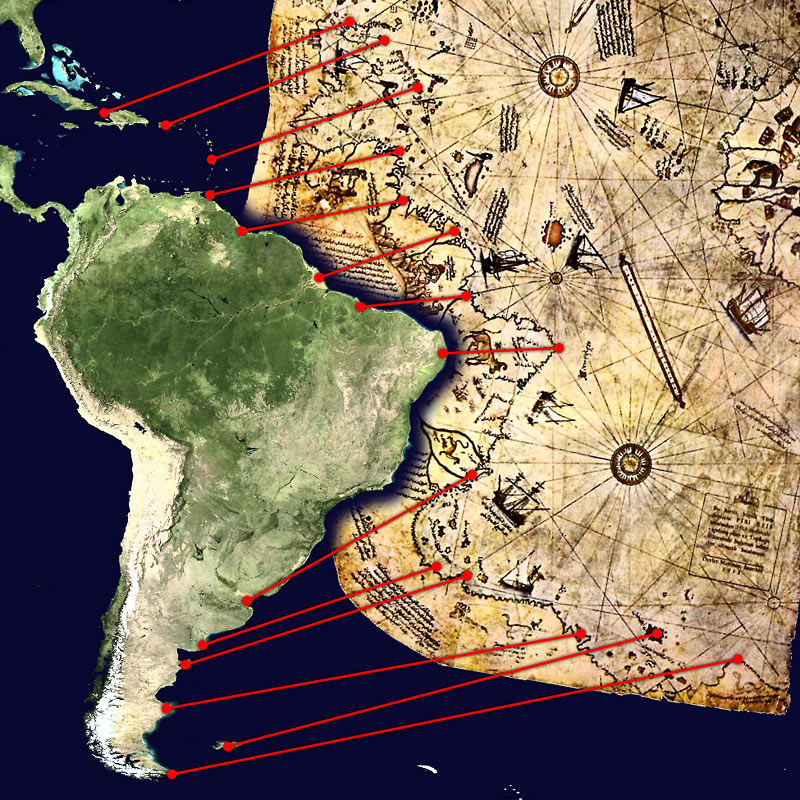
تطابق نقشه پیری رئیس با عکسهای ماهواره‌ای

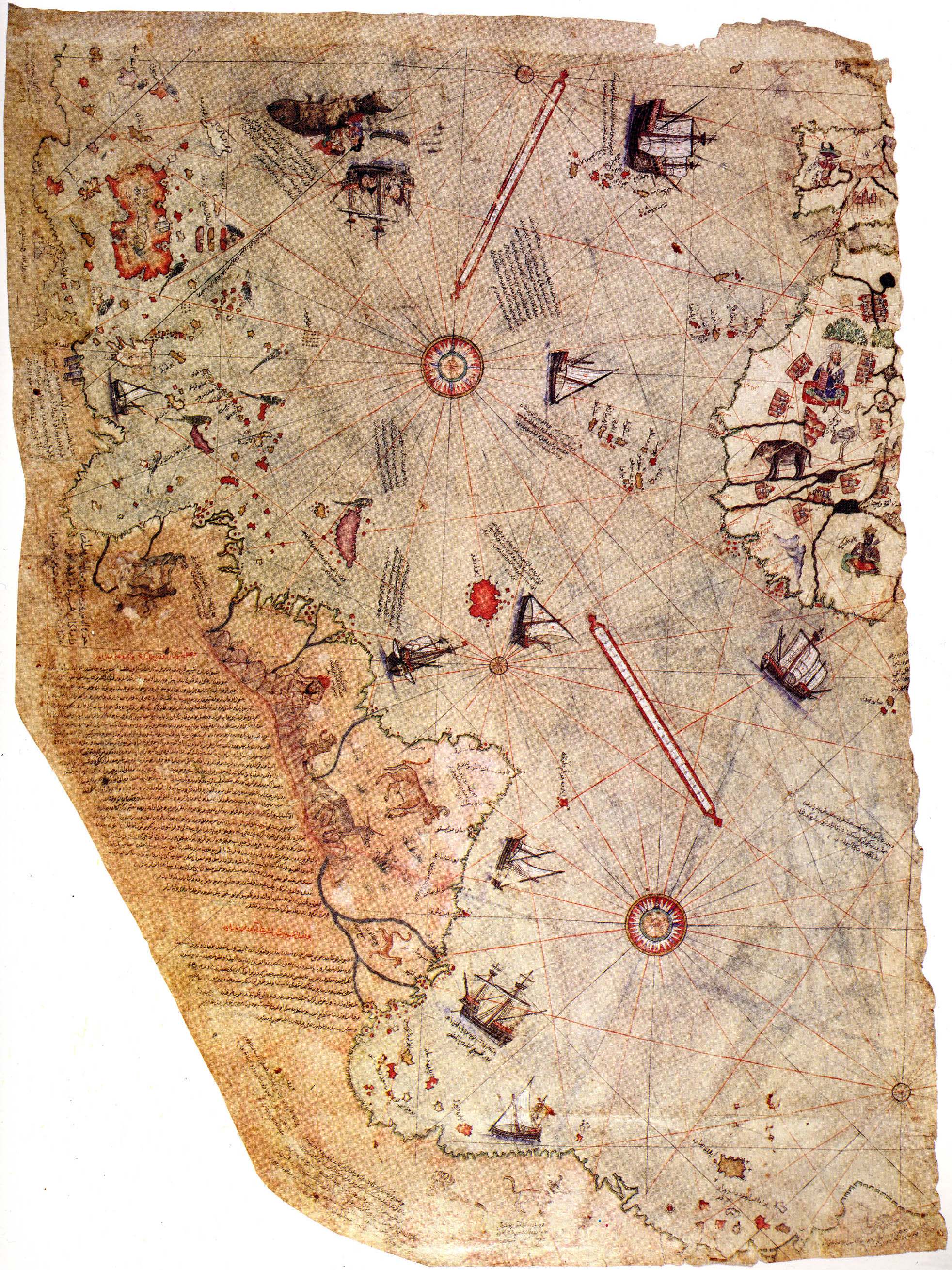
نقشه پیری رئیس

احمد محیی‌الدین پیری (۱۵۵۳-۱۴۶۵/۷۰) معروف به پیری رئیس (ترکی: Pîrî Reis یا Hacı Ahmet Muhittin Pîrî Bey) ناوبر، جغرافی‌دان، نقشه‌کش و دریاسالار معروف عثمانی اهل شهرستان قهرمان‌ بود و در ناوگان ترکیه عثمانی (از سده ۱۶) دریاسالار بود. نقشه‌های جغرافیایی او معروف است. وی نقشه‌هایش را در مجوعه‌ای به نام «کتاب بحریه» نگه می‌داشت.
در سال ۱۹۲۹ گروهی از تاریخ شناسان نقشه جالبی از پیری رئیس یافتند که در آن نقشه دره‌ها، رودها و خلیج‌های ساحل قطب جنوب را هم نشان می‌دهد.وی از طرف امپراتور عثمانی لقب دریاسالار بیگ  DeryaSalar داشت و نقشه هایی ترسیم کرده بود که در زمان خود نسبتا دقیق و کم نظیر بود از جمله نقش جهان که شامل بخش های زیادی از دنیای امروز بود و خود وی آنرا پیموده بود مانند دریای مدیترانه ، خلیج فارس و دریای عمان و اقیانوس هند .